# Сковронек, Рышард
Рышард Сковронек (пол. Ryszard Skowronek; род. 1 мая 1949, Еленя-Гура, Вроцлавское воеводство) — польский легкоатлет, специалист по многоборьям. Выступал за сборную Польши по лёгкой атлетике в 1970-х годах, чемпион Европы, победитель Универсиады, многократный победитель и призёр первенств национального значения, участник двух летних Олимпийских игр.

## Биография
Рышард Сковронек родился 1 мая 1949 года в городе Еленя-Гура Нижнесилезского воеводства.
Впервые заявил о себе в лёгкой атлетике на международном уровне в сезоне 1970 года, когда вошёл в состав польской национальной сборной и выступил на Универсиаде в Турине, где с результатом в 6989 очков занял в десятиборье 11-е место.
В 1971 году на чемпионате Европы в Хельсинки без результата завершил выступление в десятиборье.
Благодаря череде удачных выступлений удостоился права защищать честь страны на летних Олимпийских играх 1972 года в Мюнхене — провалил здесь все попытки в прыжках с шестом и вынужден был сняться с соревнований.
После мюнхенской Олимпиады Сковронек остался в составе легкоатлетической команды Польши на ещё один олимпийский цикл и продолжил принимать участие в крупнейших международных стартах. Так, в 1973 году на Кубке Европы по легкоатлетическим многоборьям в Бонне он взял бронзу в личном зачёте и тем самым помог своим соотечественникам выиграть мужской командный зачёт. Кроме того, победил на чемпионате Польши в десятиборье, на Универсиаде в Москве превзошёл всех соперников в десятиборье и завоевал золотую медаль.
В 1974 году с личным рекордом в 8207 очков одержал победу на чемпионате Европы в Риме, при этом на соревнованиях в Монреале показал лучший результат сезона в мире — 8229 очков.
Находясь в числе лидеров польской национальной сборной, благополучно прошёл отбор на Олимпийские игры 1976 года в Монреале — на сей раз набрал в сумме всех дисциплин десятиборья 8113 очка и расположился в итоговом протоколе соревнований на пятой строке.
В 1977 году в третий и последний раз выиграл чемпионат Польши в десятиборье.